# Giovanni Fontana

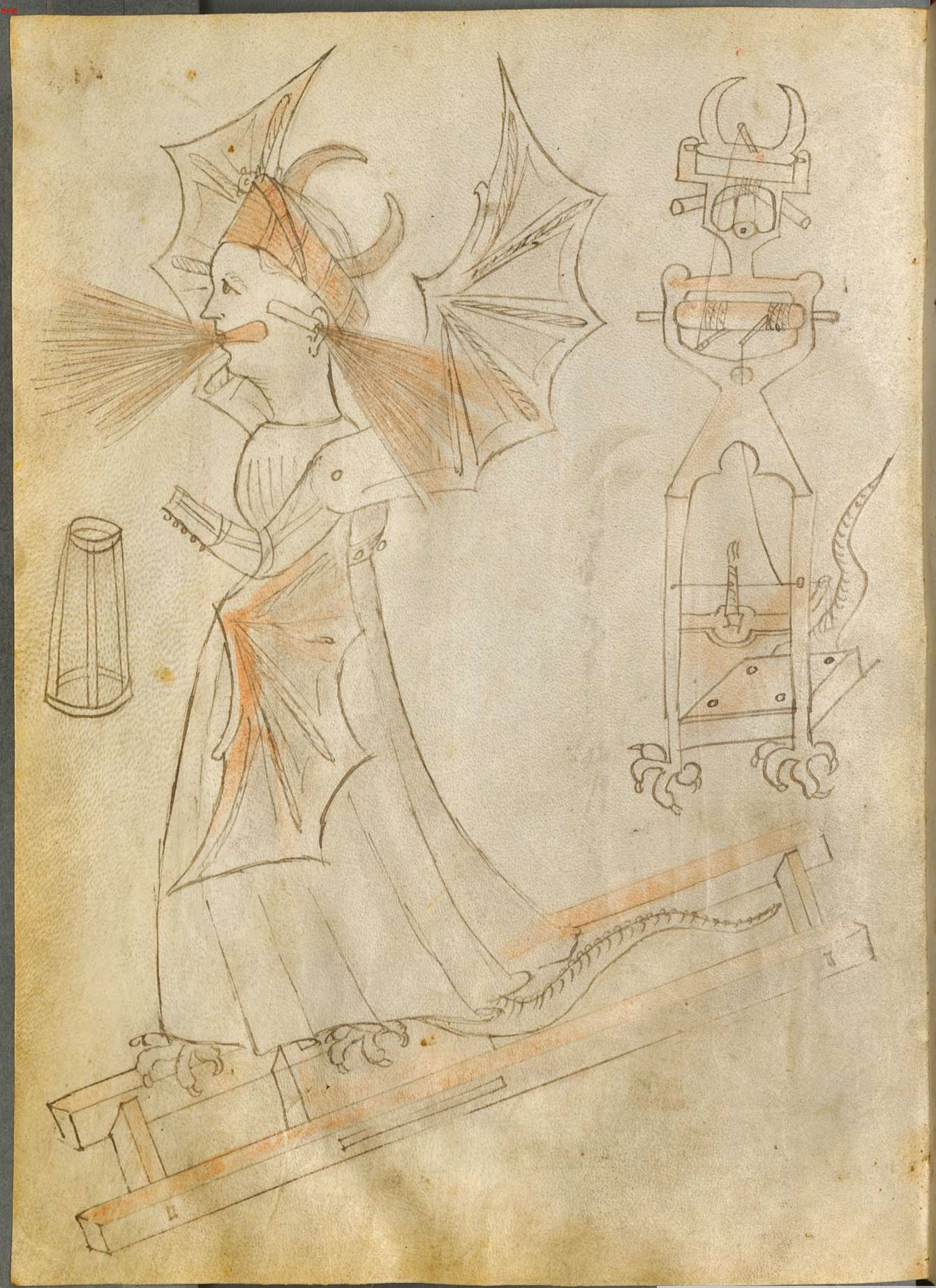
Bellicorum instrumentorum liber
Un autómata

Giovanni Fontana (ca. 1395 – ca. 1455), fue un médico e ingeniero veneciano del siglo XV conocido como el mago; asistió a la Universidad de Padua, donde se recibió en Artes en 1418 y en medicina en 1421.

## LeBellicorum instrumentorum liber
Fontana es de los primeros inventores que hemos preservado escritos obras y, en particular, un libro de dibujos de máquinas conocido bajo el nombre de "Bellicorum instrumentorum Liber, cum figuris et fictitys litoris conscriptus"  cuya única copia se mantiene en la Biblioteca de Munich. El libro incluye 70 páginas con más de 140 ilustraciones acompañadas por notas breves, generalmente es la primera frase en latín, pero la secuela está cifrada.
Su interés no es exclusivamente militar también menciona fuentes de agua y el principio de la trampa que se utiliza en varias ocasiones en todos los libros de ingeniería del siglo XV. Continuando con la tradición griega y árabe, trabaja en desarrollar autómatas e incluye un dibujo de la Eolípila de  Herón de Alejandría.

## Texto
- Johannes de Fontana, Bellicorum instrumentorum liber cum figuris - BSB Cod.icon. 242, de la Bayerische Staatsbibliothek de Múnich   Texte